# Krzysztof Składowski
Krzysztof Składowski (ur. 17 września 1960 w Ostrowcu Świętokrzyskim) – profesor nauk medycznych, polski onkolog, dyrektor Centrum Onkologii – Instytutu im. Marii Skłodowskiej-Curie, oddziału w Gliwicach.

## Wykształcenie i kariera zawodowa
Krzysztof Składowski jest absolwentem Śląskiego Uniwersytetu Medycznego w Katowicach, który ukończył w 1985 r. 
Stopień doktora nauk medycznych uzyskał w 1994 r., habilitował się w 2001 r. Profesor zwyczajny od 2010 r.
W 1985 r. zaczął pracę w Centrum Onkologii – Instytucie im. Marii Skłodowskiej-Curie Oddziale w Gliwicach. Piastował kolejno następujące stanowiska naukowe: asystent (1985–89), asystent naukowo-badawczy (1989–95), adiunkt naukowo-badawczy (1995–2002), docent (2002–2010), profesor zwyczajny (od 2010)
Specjalizację radioterapii onkologicznej uzyskał w wyróżnieniem w 1993 roku. Od 1997 roku kieruje I Kliniką Radioterapii i Chemioterapii. W 2016 roku został powołany na stanowisko dyrektora Oddziału Centrum Onkologii – Instytutu w Gliwicach.
Konsultant wojewódzki ds. onkologii dla województwa częstochowskiego w latach 1995–99, następnie w latach 2002–2015, 2016–2019  konsultant wojewódzki ds. radioterapii onkologicznej dla województwa śląskiego. Od 2019 roku Konsultant Krajowy ds. radioterapii onkologicznej. Konsultant kliniczny: Oddziału Onkologii w Częstochowie (1999–2005), Centrum Onkologii w Białymstoku (2005–2010), Zakładu Radioterapii Katowickiego Centrum Onkologii (od 2009), Beskidzkiego Centrum Onkologii (od 2009) i Opolskiego Centrum Onkologii (od 2007).

## Publikacje
Prof. Krzysztof Składowski jest autorem 197 publikacji, które ukazywały się w recenzowanych czasopismach medycznych. Jest jednym z najczęściej cytowanych na świecie polskich onkologów (ponad 2000 cytowań w światowym piśmiennictwie). Redaktor czasopism naukowych: Nowotwory-Journal of Oncology, Reports of Practical Oncology and Radiotherapy, Contemporary Journal of Brachytherapy, Frontiers in Oncology, Onkologia po Dyplomie.
Łączny Impact Factor (IF – wskaźnik cytowań) profesora wynosi 547,37; wskaźnik Hirsha – charakteryzując jego całkowity dorobek – wynosi 25.

## Badania naukowe
Krzysztof Składowski nadzorował naukowo i kierował ponad 40 badań klinicznych, wiele z nich o znaczeniu międzynarodowym, dotyczących nowotworów głowy i szyi, mięsaków tkanek miękkich i radiobiologii klinicznej.

## Członkostwa towarzystw naukowych
Jest członkiem następujących towarzystw naukowych: PTO (od 1988), ESTRO (od 1992, w National Societies Board od 2012), PTRO (od 1997, sekretarz 2002–2012, prezes od 2012), PGBNGiS (od 2005), ASTRO (American Society for Radiation Oncology od 2008), PTRB (Polskie Towarzystwo Badań Radiacyjnych).
Członek komitetów naukowych międzynarodowych i krajowych konferencji organizowanych przez ESTRO (European Society for Radiation Oncology), AHNS (American Head and Neck Society), PTO (Polskie Towarzystwo Onkologiczne), PTRO (Polskie Towarzystwo Radioterapii Onkologicznej), Polską Grupę Badań Nowotworów Głowy i Szyi (PGBNGiS).

## Odznaczenia i nagrody
Jest wizytującym profesorem MD Anderson Cancer Center w Houston, UC w Los Angeles, Thomas Jefferson Cancer Center w Filadelfii. W roku 1988 otrzymał stypendium w Royal Marsden Hospital, 1992 w  Institute of Cancer Research w Londynie.  Trzykrotnie otrzymał nagrodę PTO (2006, 2014 i 2015) a także ESTRO-VARIAN Clinical Research Award (1998) oraz nagrodę dyrektora COI (2000). Odznaczony Złotym Krzyżem Zasługi, a w 2019 Krzyżem Kawalerskim Orderu Odrodzenia Polski.
Autor książki Wspólnie pokonajmy raka, wyd. ZNAK, Kraków, 2011.

## Życie prywatne
Żonaty z Hanną Składowską, magistrem farmacji.